# 蓝侨
蓝侨（1911年—2000年），中国人民解放军将领、中国人民解放军开国少将。
曾任中国人民解放军广州军区公安军兼广东军区副司令员。1955年，授予中国人民解放军少将。